# Jimmy Pike
Jimmy Pike (* um 1940; † 2002) war ein Aborigines-Künstler aus der Ethnie Walmatjarri.

## Leben
Geboren wurde Pike östlich von Japingka, einem wichtigen Lagerplatz in der Großen Sandwüste. Er wuchs noch als Jäger und Sammler auf. Wie viele seiner Leute zog es ihn nach Norden in Richtung der fruchtbaren Flusstäler und der Schaf- und Viehstationen, um dort Nahrung zu finden. Er lebte als Fringe-Bewohner in der Nähe des Bahnhofs Cherrabun und kam schließlich zu Verwandten im Bahnhofslager. Dort arbeitete er als Viehhirte. Er wurde nach Phar Laps Jockey von einem Viehstationsleiter Jimmy Pike genannt. 1972 erschlug Pike unter Alkoholeinfluss einen weiteren Bewohner seines Camps im Streit, wofür er zu lebenslanger Haft verurteilt wurde. Später stellte er sich als rächendes Werkzeug übersinnlicher Mächte dar, da der Erschlagene sich widerrechtlich Kultgegenstände angeeignet hätte und somit aus religiöser Sicht schwere Schuld auf sich geladen hätte. Im Fremantle-Gefängnis lernte Pike westliche Kunstmaterialien kennen und begann zu malen. Noch bevor er aufgrund seiner entstandenen Kunstwerke als resozialisiert betrachtet und aus dem Gefängnis entlassen wurde, wurde sein Werk in bedeutenden australischen Galerien ausgestellt. 1989 wurde Pike in der Dokumentation The Quest of Jimmy Pike vorgestellt. Jimmy Pike heiratete 1982 die britische Australierin Pat Lowe. Pike starb 2002 an einem Herzinfarkt.

## Werk
Thema von Pikes Arbeiten waren das Leben und die mythische Gedankenwelt seines indigenen Volkes. Neben den polychromen Gemälden in Erdfarbe, Öl und Acryl auf Rinde, Zeltplane und Leinwand fertigte er Holzschnitte an, die an Felsritzungen erinnern. Seine Frau unterstützte ihn als Schriftstellerin bei seiner Arbeit. Pike illustrierte eine ganze Reihe von Büchern seiner Frau. Sein Werk war Gegenstand zahlreicher Ausstellungen in Großbritannien, auf den Philippinen, in China, in Namibia und in Italien. Während einer Ausstellung seiner Gemälde in London im Jahr 1998 nahmen Pike und seine Frau Pat Lowe an einer Gartenparty im Buckingham Palace teil. Er erhielt die Möglichkeit einer gemeinsamen Ausstellung mit Zhou Xiaoing in der National Gallery of China in Peking mit dem Titel Through the eyes of two cultures („Durch die Augen zweier Kulturen“). Er war der erste australische Maler, der dort auftrat.

## Einzelausstellungen (Auswahl)
- 1985 Aboriginal Artists Gallery, Melbourne.
- 1986 Aboriginal Artists Gallery, Sydney.
- 1986 Black Swan Gallery, Fremantle.
- 1988 Blaxland Gallery, Sydney and Melbourne.
- 1991 Rebecca Hossack Gallery, London
- 2000 Museo dell’Aeronautica G. Caproni, Trento, Italy.

Quelle:

## Gruppenausstellungen (Auswahl)
- 1984 Her Majesty’s Theatre, Perth.
- 1993 Galerie im Vinyard Berlin.
- 1994 New Tracks Old Land Touring USA.
- 1994 Contemporary Visions Melbourne.
- 1999 „Through the eyes of two cultures“, National Gallery of China, Beijing.
- 1999 NATSI Art Award NTMG Darwin
- 2000 Japingka Gallery Perth.

Quelle:

## Sammlungen (Auswahl)
- Australian Museum, Sydney.
- Art Gallery of NSW, Sydney.[3]
- Art Gallery of South Australia, Adelaide.
- Art Gallery of Western Australia, Perth.
- Flinders University Art Museum, Adelaide.
- Museum Victoria, Melbourne.[4]
- National Gallery of Australia, Canberra.[5]
- National Gallery of Victoria, Melbourne.[6][7]
- Queensland Art Gallery, Brisbane.

Quelle: